# Nanopositioniersystem
Ein Nanopositioniersystem ist eine Stellmechanik, die in der Lage ist, Positionen mit Nanometerauflösung oder darunter wiederholt anzufahren. Es besteht in der Regel aus einem Aktor, der die Verschiebung bewerkstelligt, einem Wegmesssystem, das die Ist-Position bestimmt, sowie einer Positionsregelungselektronik.
Als Antriebe eignen sich beispielsweise Piezoaktoren, Blei-Magnesium-Niobat-Aktoren, Tauchspulenantriebe und elektromagnetische Linearmotoren. Neben dem Antrieb muss auch die Führung spielfrei und reibungsarm sein. Für längere Stellwege werden Luftlager verwendet, für kurze Stellwege kleiner ein Millimeter eignen sich auch Festkörpergelenke. Als Wegmesssystem werden in der Regel kapazitive Sensoren eingesetzt.